# チャンネル☆ロック!
チャンネル☆ロック!は、TBSテレビ（関東ローカル）で放送されていたPRセンター制作の番組宣伝・情報番組で、TBSの番組を紹介していた。

## 概要
番組タイトルは、2004年4月 - 2008年3月の間にTBSが使用していたキャッチフレーズ「チャンネル・ロック!!TBS」が由来となっている（詳細はTBSテレビ#歴代のキャッチコピーも参照）。
この番組が立ち上がるまでは、毎日5分程度（実放送時間は2〜3分）の番宣番組（当時は「倶楽部6」）を数回編成していたが、この番組の立ち上げと引き替えにそれらの「番宣番組」をすべて終了させた。そのため、2004年春改編以降におけるTBSのレギュラー番宣番組はこの番組のみとなっていた。
2004年3月27日 - 5月1日までプレ放送、6月19日からレギュラー放送。
放送時間は土曜日17:00 - 17:30（但し2006年3月以前および2007年10月6日 - 2008年3月22日は17:30 - 18:00）。時折1時間スペシャル（放映時間がまるまる繰り上がる場合もある）や平日夕方4時頃に出張版的な特別編が放送されたり、そのほか特別番組の関係で放送時間が変更される場合があった。
開始当初は薬丸裕英メインMCで、半年または1年ごとに番組内容は変わっていた。2006年10月に小林麻耶がメインMCに昇格してからは「PR推進室」からの放送、という設定の下、数人のアナウンサーが同室の秘書となって番組宣伝を買って出るという内容になっており、このスタイルが番組終了時点まで続いていた。ただ株式会社東京放送およびその子会社のTBSテレビに、このような部署は実在しない（あくまで番組内の設定）。
2008年4月5日より土曜17:30 - 18:50枠にて日曜夕方枠より『JNN報道特集』が曜日移動・時間拡大の上で『報道特集NEXT』としてリニューアルしたため、それに伴って当番組は同年3月29日より再び30分繰り上げとなった（『 - NEXT』開始より1週早いのは、『オールスター感謝祭』のため）。
2009年4月改編にて、毎日放送（MBS）制作『よゐこ部』が同年3月までの日曜深夜週替わり放送から土曜17時台前半にレギュラー放送（つまり後番組として）に変更 することと、さらに同年3月末で小林がTBSを退社することもあり、当番組は同年3月28日をもって5年間の放送に幕を下ろした。

## キャスト

### メインMC
- 薬丸裕英（元シブがき隊）：番組開始 - 2006年9月

初代メインMC。最後の出演の時「長期休暇をいただく」という表現を使用した。
- 小林麻耶（第1秘書・当時TBSアナウンサー）：（メインMCとして）2006年10月 - 2009年3月14日

当初はサブMCの一人であったが、薬丸が卒業した2006年10月より、実質的な2代目メインMCを務めている。
小林が事情により不在の際、現在は主に出水麻衣が代理を務めるが、かつては小林よりも上あるいは同等の世代の局アナが代理秘書を務めることが多かった（過去には海保知里、山内あゆ、久保田智子、高畑百合子が担当）。また、例外として小林よりも下の世代にあたる青木裕子が代行したこともあった（ちなみに青木はサブMC要員であった岡村・新井と同期入社である）。
2009年3月いっぱいでのTBS退社に先立って、同年3月14日の放送をもって勇退。サブMC時代も含めると、ほとんどの放送期間に出演した。
- 水野真裕美（第3秘書・TBSアナウンサー）：（メインMCとして）2009年3月21日・28日

詳細は後述。

### サブMC
- 小林麻耶（当時TBSアナウンサー）：（サブMCとして）番組開始 - 2006年9月

詳細は前述。
- 駒田健吾（TBSアナウンサー）：番組開始 - 2004年9月18日

薬丸・小林と並ぶ創立メンバーであるが、土・日曜日の『ニュースの森』に出演するため、半年で卒業。
- 高野貴裕（当時TBSアナウンサー）：2004年10月 - 2006年9月

駒田の後任として2年間出演するが、『NEWS23』への起用に伴い卒業。
- 出水麻衣（第2秘書・TBSアナウンサー）：2006年10月7日 - 2007年1月1日、2009年3月21日・28日、（不定期担当として）2007年4月7日 - 2008年9月13日

2006年内は事実上の高野の後任として正式にレギュラー出演していたが、起用早々でその高野同様に『NEWS23』にレギュラー入りとなったことに伴い、いったんは水野に役割を引継ぎ卒業（この時は「明日（1月2日）から長期出張に出る」という表現を使用した）。その後、水野の長期休養に伴い復帰、月1～2回程度のペースで出演するが、世界陸上大阪大会や北京オリンピックといったスポーツイベント中継の現地キャスターに起用されるなど多忙なため、登場間隔が空くことも多かった。水野が復帰した2008年9月を以って再び番組から退いたが、その後も小林が不在の週には代役としてスタジオに駆けつけており、小林の勇退後に同じ土曜日の『王様のブランチ』を引き継いだ関係もあり、ラスト2週（2009年3月21日・28日）に限りサブMCとして出演。
- 水野真裕美（第3秘書・TBSアナウンサー）：（サブMC第1期）2007年1月6日 - 3月24日、（サブMC第2期）2008年9月27日 - 2009年3月14日

後述のように出水に代わってレギュラーとなっていたが、2007年4月に病気療養のための長期休職に入り、番組から1年半の間姿を消す。休職前の一部担当番組の制作サイドが自番組への直接復帰を諦めていく中、本番組は代理として参加した出水・岡村・新井と同格に扱う形で公式サイト上に名前を残し、復帰を待ち続ける方針を採った。そして2008年秋改編を機にしばらく番組に再登場した（休職中のサブMC要員同様に不定期出演とも思われたが、結果的には復帰前同様のレギュラー出演扱いとなった）。
小林麻耶の勇退に伴い、ラスト2週（2009年3月21日・28日）に限りメインMCを務めた。
- 岡村仁美（臨時秘書・当時TBSアナウンサー）：2007年4月21日 - 2008年9月20日の間不定期担当

水野の長期休養に伴い加入。2008年4月以降、直後枠の『報道特集NEXT』にレギュラー出演しているが、本番組の不定期出演は継続（本番組に出演する週の『NEXT』は、スポーツコーナー冒頭からの「途中参加」となっていた）。出水同様に2008年9月を以って番組から退き『NEXT』の方に専念、しかし突如VTR出演することもあった。
- 新井麻希（臨時秘書・当時TBSアナウンサー）：2007年4月28日 - 2008年9月6日の間不定期担当

岡村同様に水野の長期休養に伴い加入。出水と岡村が帯番組を抱えているためか、2007年度はサブMC要員の中では比較的登場頻度が高かった（ただし、2008年からは翌朝にラジオの生放送番組を抱えたため、決して楽なシフトではなくなったという見解もある）。出水、岡村同様に2008年9月をもって番組から退いたが、こちらも突如VTR出演することもあった。
2007年4月から2008年9月までは出水・岡村・新井の3名がサブMC要員として輪番制を敷いていたが、2007年5月5日はサブMCを置かず、小林が1人で進行した。さらには2008年8月23日には、サブMC要員がいずれも出演せず、同年TBS入社の新人アナウンサー3名（加藤シルビア、枡田絵理奈、山本匠晃）がサブMCとして出演した。また、小林不在時にサブMC要員2名で進行したこともあった。

### その他
- 升田尚宏（特別秘書・当時TBSアナウンサー）：2006年10月〜番組終了

「週刊マスダニュース」担当として登場。小林らのいるセットではなく報道フロアのようなセット（一見、本物の報道フロアのようであるが、実際の背景は報道フロアの写真である）から登場し、モニター越しに小林らとやり取りしていた。週末の『JNNフラッシュニュース』、『JNNニュース』を兼務。
- 赤荻歩（TBSアナウンサー）：2007年10月より不定期で出演していた

多忙な女性アナウンサー陣に代わり、「チャンロクプロファイル」コーナーにインタビュアーとして登場するようになった。ただし、2007年秋の時点で「番組に出演するアナウンサー=PR推進室の秘書」という設定が形骸化していたため、字幕には普通に「アナウンサー」と名乗っていた。2008年9月以降は出演頻度が低下した。必要に応じて、赤荻以外のアナウンサーが登場することもあった。
- このほか、一時期「番組専属関取」として相撲が特技の男子中学生（※ここでは実名非公表）が度々出演することがあった。
- 笑福亭笑瓶：番組開始〜2006年9月。番組ではレギュラーゲストの扱いだった。
- 麒麟（川島明・田村裕）：番組開始～2006年9月。笑瓶と同じくレギュラーゲストの扱いだった。

### ナレーター
- 山田真一 - 番組終了時点のナレーター
- 山寺宏一

このほか、同局のアナウンサーがナレーションを担当していた時期有り。

### 変遷
| 担当       | 出演者（2004年度）                                              |
| ---------- | --------------------------------------------------------------- |
| メインMC   | 薬丸裕英                                                        |
| サブMC     | 小林麻耶 / 駒田健吾< - 2004年9月18日> / 高野貴裕<2004年10月 - > |
| その他     | 笑福亭笑瓶 / 麒麟                                               |
| ナレーター | 山田真一 / 山寺宏一                                             |

| 担当       | 出演者（2005年度）  |
| ---------- | ------------------- |
| メインMC   | 薬丸裕英            |
| サブMC     | 小林麻耶 / 高野貴裕 |
| その他     | 笑福亭笑瓶 / 麒麟   |
| ナレーター | 山田真一 / 山寺宏一 |

| 担当       | 出演者（2006年度） |
| ---------- | --- |
| メインMC   | 薬丸裕英< - 2006年9月> / 小林麻耶<2006年10月7日 - >                                                                    |
| サブMC     | 小林麻耶< - 2006年9月> / 高野貴裕< - 2006年9月> / 出水麻衣<2006年10月7日 - 2007年1月1日> / 水野真裕美<2007年1月6日 - > |
| その他     | 笑福亭笑瓶 < - 2006年9月>/ 麒麟< - 2006年9月> / 升田尚宏<2006年10月7日 - >                                             |
| ナレーター | 山田真一 / 山寺宏一 |

| 担当       | 出演者（2007年度）                                                 |
| ---------- | ------------------------------------------------------------------ |
| メインMC   | 小林麻耶                                                           |
| サブMC     | 出水麻衣 / 岡村仁美<2007年4月21日 - > / 新井麻希<2007年4月28日 - > |
| その他     | 升田尚宏 / 赤荻歩<2007年10月 - >                                   |
| ナレーター | 山田真一 / 山寺宏一                                                |

| 担当       | 出演者（2008年度） |
| ---------- | --- |
| メインMC   | 小林麻耶< - 2009年3月14日> / 水野真裕美<2009年3月21日･2009年3月28日>                                                                               |
| サブMC     | 出水麻衣< - 2008年9月13日･2009年3月21日･28日> / 岡村仁美< - 2008年9月20日> / 新井麻希< - 2008年9月6日> / 水野真裕美<2008年9月27日 - 2009年3月14日> |
| その他     | 升田尚宏 / 赤荻歩 |
| ナレーター | 山田真一 / 山寺宏一 |

## スタッフ
2006年10月以降
- 構成：あべ、木野聡、大作麻利、藤澤学
- TD：大蔵聡
- カメラ：山本竜也
- VE：對間敏文
- 音声：原田光
- 照明：高橋章
- TK：葛貫明子
- 編集：並木加代
- MA：井田須美子
- 選曲：島村恵
- 美術P：佐藤公子
- 美術デザイン：西條貴子
- 美術制作：立原英生
- ディレクター：堀江直人、渡辺充浩、相田茂雄、川田一希
- チーフディレクター：ばばはじめ
- プロデューサー：内藤宏之、小河原均、戸田界、藤塚基広
- 協力：東通、ティ・エル・シー、アックス
- 制作：TBSテレビ
- 製作著作：TBS

## その他
- メインとなるスタジオでは主に固定カメラを使用していたが、映す範囲が番組開始当初より変わり、上を映すようになっていた。2008年10月以降はTBS放送センターの1階玄関ロビーに、常設セットを組んで当所からの生放送に変更された。さらに11月8日放送分からは小中学生を対象に観覧者を募集していた。このため、以前よりはセットが質素になっている。ちなみに1階玄関ロビーでは、世界陸上やオリンピック中継の特設セットを組んで放送することが多い。
- TBSストア（赤坂サカス構内）において番組特製クリアファイルが販売されているが、ファイルには小林・升田・出水・岡村・新井・水野の顔写真がプリントされている。これは作成当時、サブMCが出水・岡村・新井による輪番制だったためと考えられる（前述した通り、その間も水野は降板扱いにはなっていない）。
- 生放送であるが、番組最後の天気予報と年数回の中継を除けば、番組内容的には生放送であることをあまり活用していない。